# Elecciones municipales de Puno de 1998
Las elecciones municipales de Puno de 1998 se llevaron a cabo el 11 de octubre de 1998 para elegir al alcalde y al Concejo Provincial de Puno para el periodo 1999-2002. La elección se celebró simultáneamente con elecciones municipales en todo el país.

## Sistema electoral
La Municipalidad Provincial de Puno es el órgano administrativo y de gobierno de la provincia de Puno. Está compuesta por el alcalde y el Concejo Provincial.
La votación del alcalde y el concejo se realiza en base al sufragio universal, que comprende a todos los ciudadanos nacionales mayores de dieciocho años, empadronados y residentes en la provincia de Puno y en pleno goce de sus derechos políticos, así como a los ciudadanos no nacionales residentes y empadronados en la provincia de Puno.
El Concejo Provincial de Puno está compuesto por 11 regidores elegidos por sufragio directo para un período de cuatro (4) años, en forma conjunta con la elección del alcalde (quien lo preside). La votación es por lista cerrada y bloqueada. Para que una lista sea proclamada ganadora debe obtener más del 20% de los votos válidos; en caso ninguna lista logre ese porcentaje, los dos listas más votadas participan en una segunda vuelta o balotaje. Se asigna a la lista ganadora los escaños según el método d'Hondt o la mitad más uno, lo que más le favorezca.

## Composición del Concejo Provincial de Puno
La siguiente tabla muestra la composición del Concejo Provincial de Puno antes de las elecciones.
| Partidos | Partidos                                                                       | Regidores |
| -------- | ------------------------------------------------------------------------------ | --------- |
|          | Lista Independiente N° 15 Acción Vecinal Pro Puno                              | 10        |
|          | Lista Independiente N° 19 Movimiento Independiente Acción Democrática Puno     | 2         |
|          | Lista Independiente N° 21 Movimiento Cívico Puro Puno                          | 2         |
|          | Lista Independiente N° 29 Movimiento Independiente Trabajo y Desarrollo        | 1         |
|          | Lista Independiente N° 17 Movimiento Independiente Desarrollo Democrático 2000 | 1         |
|          | Lista Independiente N° 7 Honradez Tecnología y Trabajo                         | 1         |

## Partidos y candidatos
A continuación se muestra una lista de los principales partidos y alianzas electorales que participaron en las elecciones:
| Candidatura | Candidatura | Partidos y alianzas                                                          | Candidatos | Candidatos                 | Ideología                                     | Resultado previo | Resultado previo | Ref. |
| Candidatura | Candidatura | Partidos y alianzas                                                          | Candidatos | Candidatos                 | Ideología                                     | Votos (%)        | Reg.             | Ref. |
| ----------- | ----------- | ---------------------------------------------------------------------------- | ---------- | -------------------------- | --------------------------------------------- | ---------------- | ---------------- | ---- |
|             | AP          | Lista - Acción Popular (AP)                                                  |            | Julio Zevallos Aragón      | Humanismo Nacionalismo cívico Reformismo      | 1.90%            | 0                |      |
|             | APRA        | Lista - Partido Aprista Peruano (APRA)                                       |            | Carmen del Mar Ávila       | Aprismo                                       | Nuevo            | Nuevo            |      |
|             | UPP         | Lista - Unión por el Perú (UPP)                                              |            | Rafael López Velásquez     | Socioliberalismo Progresismo Socialdemocracia | Nuevo            | Nuevo            |      |
|             | VV          | Lista - Movimiento Independiente Vamos Vecino (VV)                           |            | Gustavo Ibarra Imata       | Fujimorismo                                   | Nuevo            | Nuevo            |      |
|             | SP          | Lista - Movimiento Independiente Somos Perú (SP)                             |            | Manuel Barriga Rivera      | Democracia cristiana Conservadurismo social   | Nuevo            | Nuevo            |      |
|             | IND         | Lista - Lista Independiente Frente Independiente Juntos por Obras            |            | Gregorio Ticona Gómez      | Localismo puneño                              | Nuevo            | Nuevo            |      |
|             | IND         | Lista - Lista Independiente Puno 98                                          |            | Víctor Torres Estévez      | Localismo puneño                              | Nuevo            | Nuevo            |      |
|             | IND         | Lista - Lista Independiente Frente Independiente Unidos por Puno             |            | Luis Butrón Castillo       | Localismo puneño                              | Nuevo            | Nuevo            |      |
|             | IND         | Lista - Lista Independiente Fraternidad Nacional Puno Unidos Todo es Posible |            | Julián Paredes Mandamiento | Localismo puneño                              | Nuevo            | Nuevo            |      |

## Resultados

### Sumario general
|                        |                                                                      |              |              |              |           |           |
| Partidos y coaliciones | Partidos y coaliciones                                               | Voto popular | Voto popular | Voto popular | Regidores | Regidores |
| Partidos y coaliciones | Partidos y coaliciones                                               | Votos        | %            | ±pp          | Total     | +/−       |
|                        | Lista Independiente Frente Independiente Juntos por Obras            | 35,212       | 39.31        | n/a          | 7         | +7        |
|                        | Lista Independiente Puno 98                                          | 18,655       | 20.83        | n/a          | 2         | +2        |
|                        | Movimiento Independiente Vamos Vecino (VV)                           | 15,332       | 17.12        | Nuevo        | 2         | +2        |
|                        | Movimiento Independiente Somos Perú (SP)                             | 6,097        | 6.81         | Nuevo        | 0         | ±0        |
|                        | Lista Independiente Frente Independiente Unidos por Puno             | 4,308        | 4.81         | n/a          | 0         | ±0        |
|                        | Unión por el Perú (UPP)                                              | 3,837        | 4.28         | Nuevo        | 0         | ±0        |
|                        | Partido Aprista Peruano (APRA)                                       | 2,461        | 2.75         | n/a          | 0         | ±0        |
|                        | Lista Independiente Fraternidad Nacional Puno Unidos Todo es Posible | 2,108        | 2.35         | n/a          | 0         | ±0        |
|                        | Acción Popular (AP)                                                  | 1,564        | 1.75         | –0.15        | 0         | ±0        |
|                        |                                                                      |              |              |              |           |           |
| Total                  | Total                                                                | 89,574       |              |              | 11        | –8        |
|                        |                                                                      |              |              |              |           |           |
| Votos válidos          | Votos válidos                                                        | 89,574       | 87.02        | +9.93        |           |           |
| Votos en blanco        | Votos en blanco                                                      | 5,144        | 5.00         | –3.72        |           |           |
| Votos nulos            | Votos nulos                                                          | 8,212        | 7.98         | –6.21        |           |           |
| Votos emitidos         | Votos emitidos                                                       | 102,930      | 82.10        | +9.41        |           |           |
| Abstenciones           | Abstenciones                                                         | 22,444       | 17.90        | –9.41        |           |           |
| Votantes registrados   | Votantes registrados                                                 | 125,374      |              |              |           |           |
|                        |                                                                      |              |              |              |           |           |
| Fuente:                |                                                                      |              |              |              |           |           |

## Elecciones municipales distritales

### Resultados por distrito
La siguiente tabla enumera el control de los distritos de la provincia de Puno. El cambio de mando de una organización política se resalta del color de ese partido.
| Distrito    | Alcalde(sa) titular         | Partido político | Partido político          | Alcalde(sa) electo(a)      | Partido político | Partido político  |
| ----------- | --------------------------- | ---------------- | ------------------------- | -------------------------- | ---------------- | ----------------- |
| Ácora       | Andrés Llanque Chana        |                  | Lista Independiente N° 15 | Ignacio Aruhuanca Alave    |                  | Juntos por Obras  |
| Amantaní    | Toribio Suaña Yanarico      |                  | Lista Independiente N° 3  | Andrés Quispe Borda        |                  | Vamos Vecino      |
| Atuncolla   | Saturnino Vilca Machaca     |                  | Lista Independiente N° 3  | Pedro Choque Machaca       |                  | Unión por el Perú |
| Capachica   | Dámaso Cutimbo Quispe       |                  | Lista Independiente N° 7  | Juan Flores Pacheco        |                  | Somos Perú        |
| Chucuito    | Melquiades Huarachi Vilca   |                  | Lista Independiente N° 15 | Juan Choque Teves          |                  | Juntos por Obras  |
| Coata       | Escolástico Mamani Canaza   |                  | Acción Popular            | Manuel Mestas Pacompia     |                  | Unión por el Perú |
| Huata       | Vidal Churata Huanca        |                  | Lista Independiente N° 7  | Vidal Churata Huanca       |                  | Vamos Vecino      |
| Mañazo      | Teófilo Cruz Barriga        |                  | Lista Independiente N° 57 | Carlos Pino Coaquira       |                  | Puno 98           |
| Paucarcolla | Cosme Beltrán Pineda        |                  | Lista Independiente N° 11 | Cosme Beltrán Pineda       |                  | Puno 98           |
| Pichacani   | Antonio Flores Sardón       |                  | Lista Independiente N° 19 | Modesto Palomino Chahuares |                  | Juntos por Obras  |
| Platería    | Luis Calisaya Mamani        |                  | Lista Independiente N° 19 | Luis Calisaya Mamani       |                  | Juntos por Obras  |
| San Antonio | Lucio Arana Ticona          |                  | Lista Independiente N° 7  | Pablo Ticona Patina        |                  | Juntos por Obras  |
| Tiquillaca  | Martín Tito Tito            |                  | Lista Independiente N° 11 | Martín Tito Tito           |                  | Puno 98           |
| Vilque      | Gumercindo Coaquira Coronel |                  | Lista Independiente N° 5  | Pedro Vargas Silva         |                  | Juntos por Obras  |